# Killer (banda finlandesa)
Killer fue una banda de rock finlandesa formada en 1999 en la ciudad de Helsinki. Forman o alguna vez formaron parte de Dinasty, una asociación de bandas finlandesas a la que también pertenecen Kwan, The Rasmus y Von Herzen Brothers. Actualmente se encuentran en un estado de ruptura indeterminada.

## Historia
Killer es o fue un grupo de cuatro integrantes, siendo la vocalista Siiri Nordin el miembro más popular de la banda. Se formaron en 1999 en Helsinki, sin embargo su sencillo debut Hurricane fue lanzado en febrero de 2001. En agosto del mismo año lanzaron All I Want, la cual se convirtió en un éxito en Finlandia. Más tarde, también en 2001, lanzaron su primer álbum Sickeningly Pretty & Unpleasantly Vain.
En el sencillo Fire se incluye la colaboración que tuvo Lauri Ylönen (vocalista de The Rasmus y entonces pareja de Siiri) en la canción All I want, la cual canto con Siiri una vez en el Ankkarock.
En 2003, lanzaron la continuación de su álbum debut, llamada Sure You Know How To Drive This Thing. Este álbum incluye la canción Naughty Boy, la cual fue un gran hit y se convirtió en una de las cancionas más tocadas en la radio durante el verano en Finlandia; también alcanzó el #1 en la lista de éxitos de MTV Up North.
En febrero de 2005, Timo Huthala, el bajista del grupo, anunció en el sitio web oficial de la banda que se separarían por un tiempo indeterminado:
"Esto no incluyó ningún gran drama, solo cosas normales. En primer lugar, trabajamos durante cinco años sin un descanso decente, así que estamos agotados de ideas y energía. Y en segundo lugar tenemos distintas ideas sobre el rumbo que Killer debe seguir musicalmente. Desde que no pudimos coincidir en nuestras ideas en esto tampoco pudimos continuar"

## Integrantes
- Siiri Nordin (voz, piano)
- Timo Huhtala (bajo)
- Teijo Jämsä (batería)
- Tuomas "Tumppi" Norvio (guitarra)

## Discografía

### Álbumes de estudio
- Sickeningly Pretty & Unpleasantly Vain (2001)
- Sure You Know How to Drive This Thing (2003)

### Sencillos
- "All I Want" (2001)
- "Hurricane" (2001)
- "Fire" (2002)
- "Naughty Boy" (2003)
- "Watching - Waiting" (2003)
- "Liar" (2003)

- Datos: Q2319796